# Holocraspedon nigripuncta
Holocraspedon nigripuncta là một loài bướm đêm thuộc phân họ Arctiinae, họ Erebidae.